# Pegaso (automóviles)
Pegaso fue la marca comercial de la empresa española Enasa (Empresa Nacional de Autocamiones, S. A.) utilizada en sus automóviles, camiones, autobuses y tractores. Llegó a ser uno de los principales fabricantes europeos de vehículos industriales. En 1990 fue vendida al grupo italiano Iveco integrando al consorcio sus automóviles y camiones.

## Historia

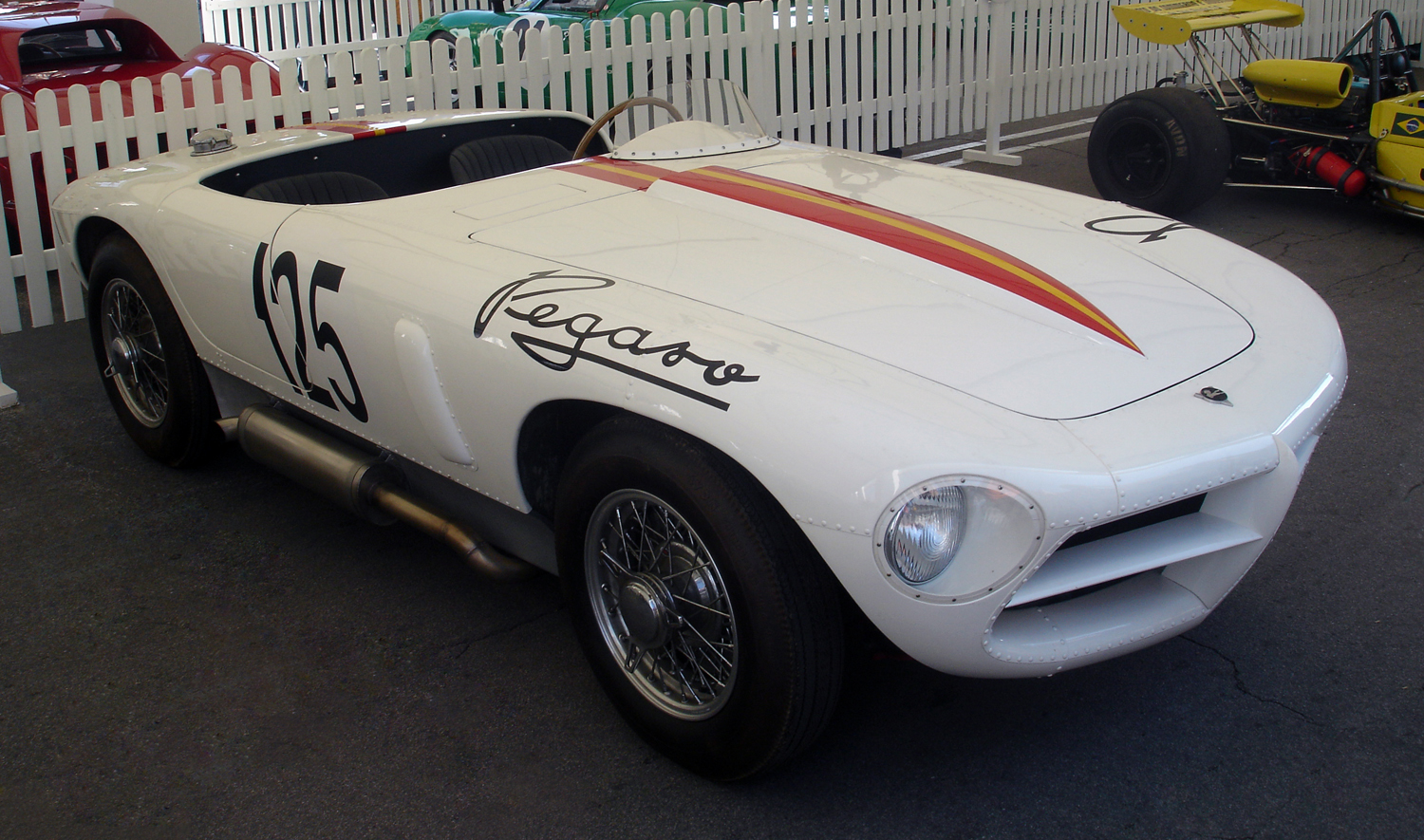
Pegaso Z-102 Rabassada de 1953.

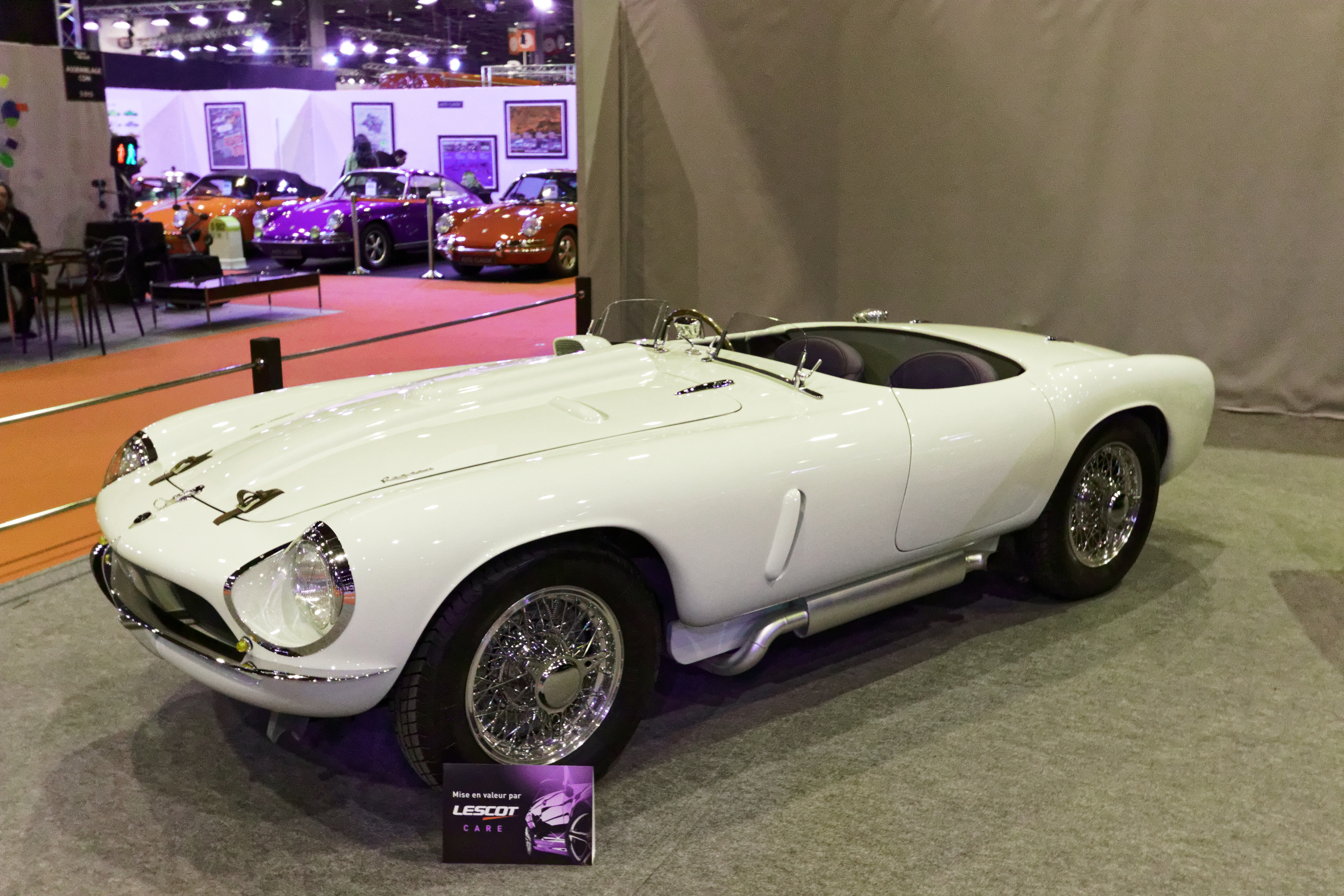
Pegaso Z-102 Spider de las 24 Horas de Le Mans de 1953.

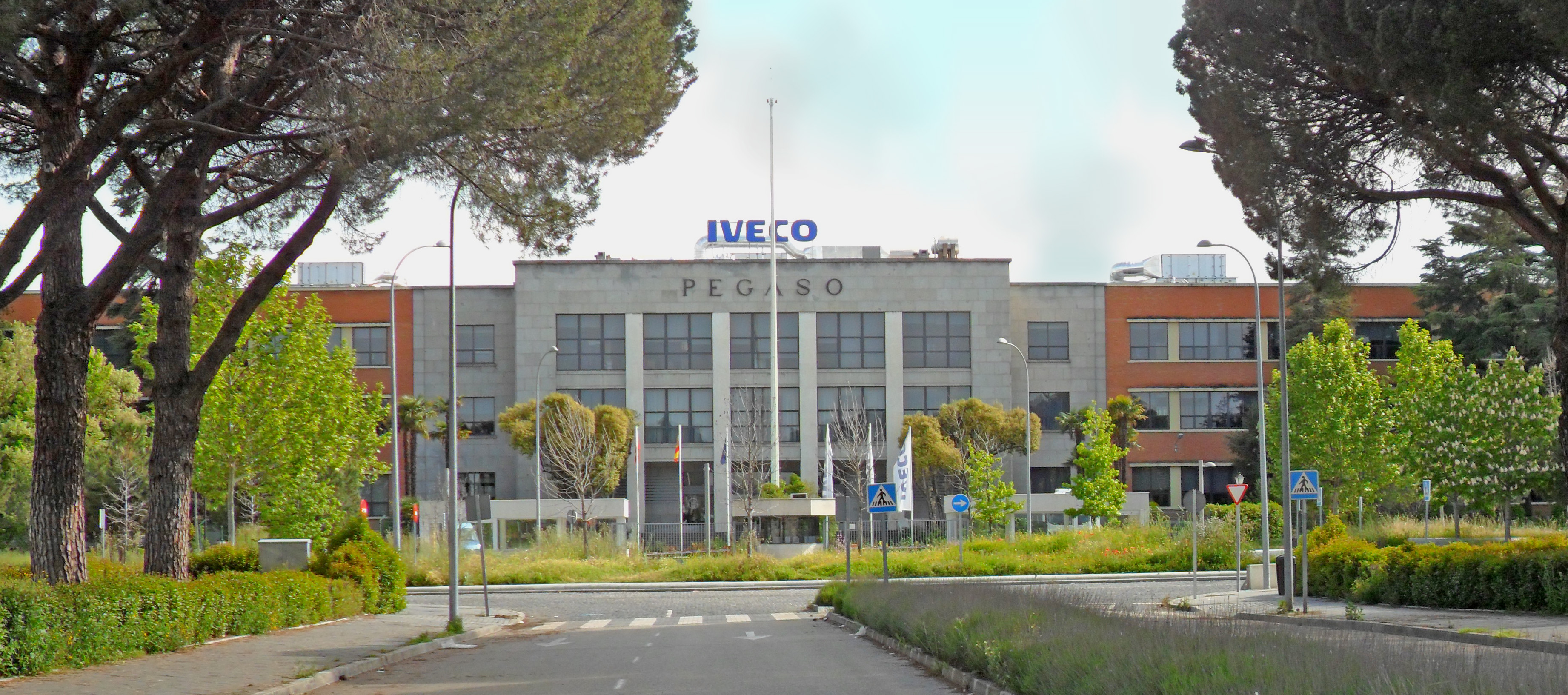
Entrada a la fábrica Pegaso en Madrid.

Enasa («Empresa Nacional de Autocamiones, S. A.») fue una empresa española dedicada a la fabricación de vehículos industriales, principalmente camiones, que, durante los años cincuenta, también produjo los automóviles deportivos Pegaso.
Enasa fue fundada por el Instituto Nacional de Industria (INI) en 1946. El fundador fue Wifredo Ricart, que recibió el encargo del presidente del INI Juan Antonio Suanzes. Suanzes, a la sazón también General de División del Arma de Ingenieros Navales.
Para la fundación de Enasa se utilizó la división de automóviles de Hispano-Suiza, que había sido nacionalizada por el Estado español en 1946. Pocos años después, se inauguró la colonia Ciudad Pegaso (Madrid) para los trabajadores de la empresa.
Con ENASA se asentaba la base de una industria automovilística nacional en un momento de total aislamiento económico y político de España. Las necesidades de aquel momento eran primarias: camiones, tractores y tecnología. Así, sobre los restos de Hispano-Suiza nació ENASA, cuya prioridad era la producción de vehículos de transporte pesado y público.
Hacia 1968, ENASA consiguió hacerse con el control de la empresa rival SAVA. Adquirió su fábrica en Valladolid y heredó su modelo J4, eliminando a la vez de su gama todos los modelos de camiones que hacían la competencia.
La empresa mantuvo su sede central en las antiguas instalaciones de Hispano-Suiza en La Sagrera, hasta que en 1980 se trasladó a la Zona Franca. En marzo de 1984 adquirió la empresa británica Seddon Atkinson a su anterior socio International Harvester por el simbólico precio de una libra.
En 1990 fue vendida al consorcio Iveco, perteneciente a Fiat S.p.A. aunque la producción de camiones y motores para autobuses Pegaso no cesaría hasta 1995.
| Tipo de vehículo     | 1967  | 1968  | 1969  | 1970  | 1971   | 1972   | 1973   |
| -------------------- | ----- | ----- | ----- | ----- | ------ | ------ | ------ |
| Camiones en España   | 7,133 | 7,900 | 8,855 | 9,070 | 12,759 | 15,091 | 18,160 |
| Autobuses en España  | 1,576 | 1,781 | 1,569 | 1,454 | 2,022  | 2,037  | 2,139  |
| Camiones exportados  | 517   | 217   | 516   | 477   | 1,120  | 643    | 2,066  |
| Autobuses exportados | 322   | 111   | 85    | 278   | 442    | 327    | 815    |

### Venta a Iveco
Con la entrada de España en la por entonces Comunidad Económica Europea, Pegaso decidió abrirse a nuevos mercados en el continente. Para ello debía actualizar su gama, que por entonces se había quedado anticuada. Sin embargo, la situación económica de la empresa no era la ideal, por lo que estas reformas serían difíciles de aplicar. Además, también se necesitaría actualizar los motores por la entrada en vigor de la Normativa europea sobre emisiones.
En 1989 comenzó el proceso de venta de esta empresa nacionalizada. Se presentaron varias compañías de origen europeo y japonés, aunque las niponas fueron descartadas por no pertenecer al Espacio Común. El comprador elegido fue un consorcio formado por las empresas MAN y Daimler Benz, que estarían dispuestas a pagar un total de 28 800 000 000 Ptas por el 80% de la empresa y por sus instalaciones con el compromiso de mantener la marca. Sin embargo, la Comisión Europea vetó la compra por motivos de competencia, ofreciendo como alternativa que solo una de las dos (Daimler Benz o MAN) compraran Pegaso y ambas desistieron.
En primera instancia la elección de estas empresas obligó al INI a rechazar ofertas de los fabricantes Volvo Trucks, DAF e Iveco. Sin embargo, dada la negativa de los fabricantes alemanes, los propietarios de ENASA tuvieron que aceptar la menos mala del resto de ofertas, siendo Iveco quien ofreció una suma de 1 200 000 000 Ptas por un paquete del 60 % de las acciones de la empresa.

## Logotipo
Desde 1936, Ricart estuvo trabajando en el departamento de aviación de Alfa Romeo, donde era el encargado del mantenimiento de los motores Bristol Pegasus de origen británico. A su vuelta a España, en 1946, decidió utilizar el nombre del caballo alado para sus creaciones.
El diseño del escudo fue realizado por el propio Ricart tras varios bocetos, eligiendo la figura equina del salto. Este caballo se encuentra inscrito en un círculo de color oscuro para simbolizar la dimensión global del proyecto. Además, por detrás de toda esta figura, se puede encontrar una gran V metálica señalando los motores V8 que equipaban sus modelos. Sin embargo, este pegaso no dispone de alas, ya que la figura del caballo alado en el mundo de la automoción ya era una marca registrada de la petrolera estadounidense Mobil.
Este hecho también se puede comprender como un ataque hacia el Cavallino Rampante de Enzo Ferrari, con quien no tuvo una buena relación durante su etapa en Italia. Según la propia cita de Ricart:

¿Quién puede querer un cavallino rampante pudiendo tener uno que vuela?

## Turismos

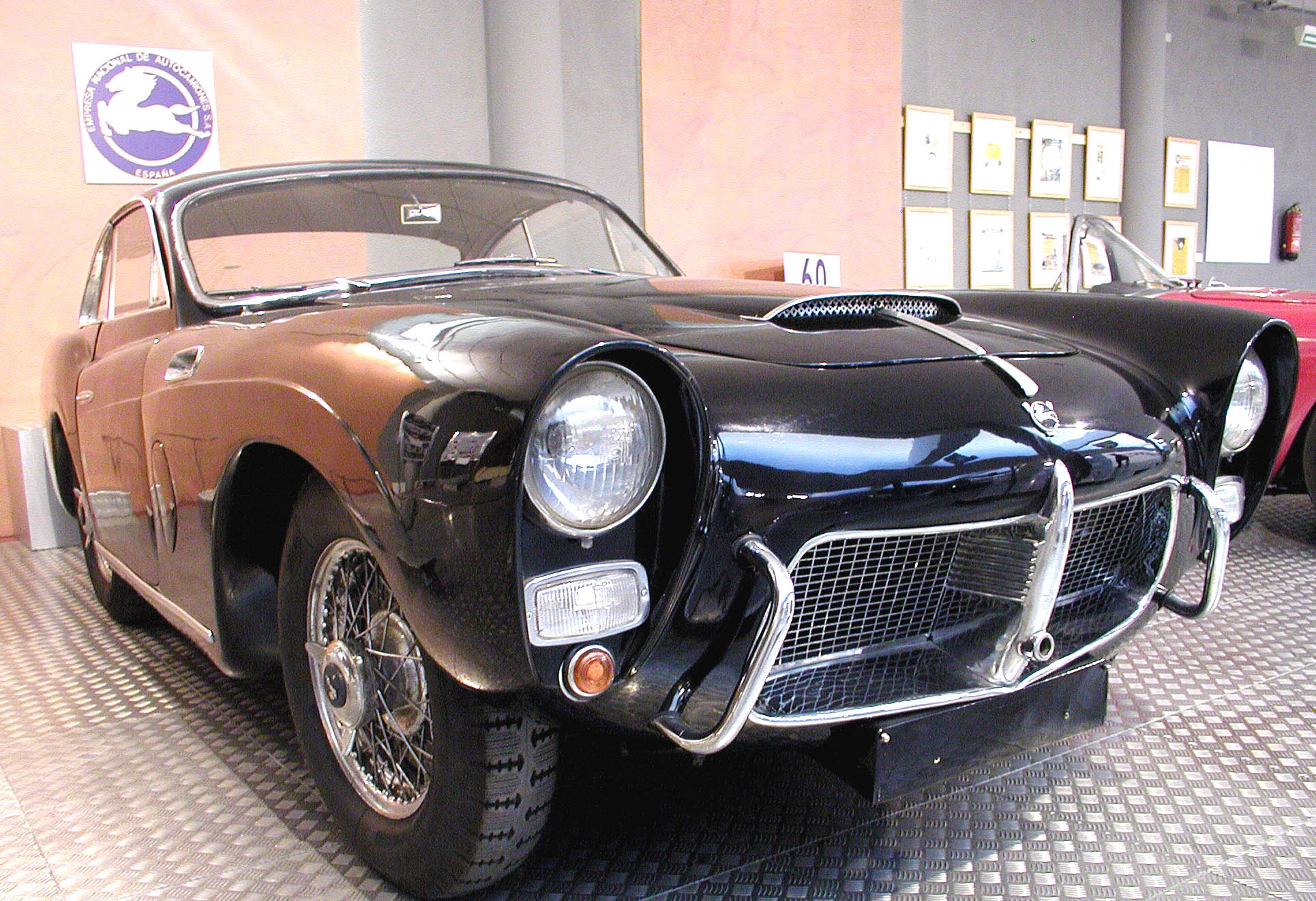
Z-102 de 1953 en el Museo de la Automoción de Salamanca.

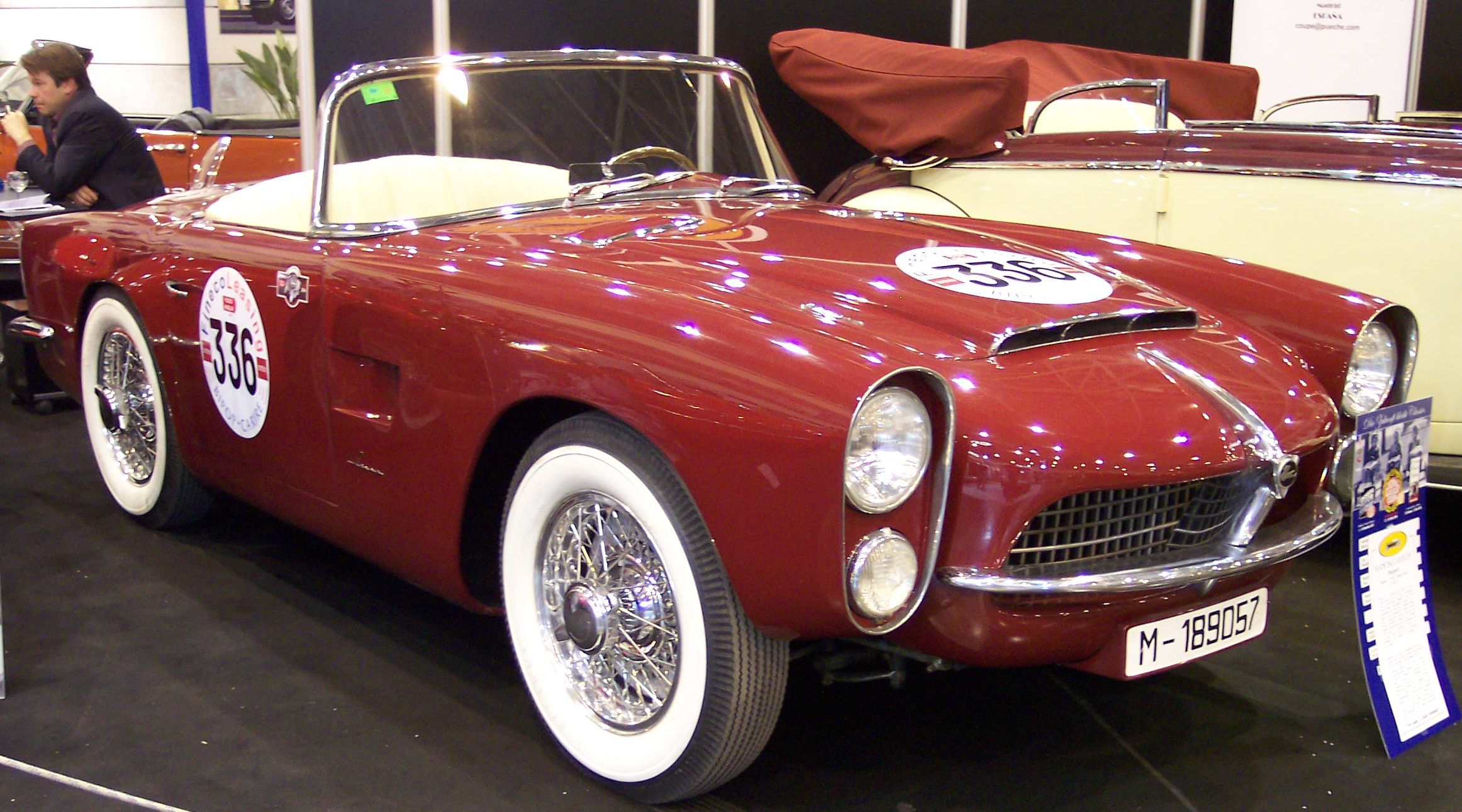
Z-102 Cabriolet de 1955.

La realización de los lujosos turismos Pegaso, dentro de un programa de industrialización autárquico, se fundó en la búsqueda de un símbolo que representase el orgullo del país por su pasado industrial perdido. En aquel momento estaba muy presente la referencia a los lujosos Hispano-Suiza que eran construidos en las mismas instalaciones del barrio industrial de La Sagrera (Barcelona), donde se fabricarían los Pegaso. Su diseñador técnico fue el ingeniero Ricart. Con la fabricación de estos coches se daba prestigio y publicidad a una marca que acababa de nacer.
La necesidad de organizar un aprendizaje de calidad fue otro de los motivos. Se consideraba que un proceso lento, con altos índices de rechazo, como es el aprendizaje, daría como resultado un producto caro, pero con niveles de calidad muy elevados. La idea de fabricar en pequeñas series, con altos estándares de calidad, un automóvil deportivo de lujo, se adecuaba a aquel planteamiento. El alto coste del producto final permitía compensar los costes de un proceso largo y caro.
Otra característica de los Pegaso era que gran parte de las piezas eran realizadas en la propia fábrica, sin apenas subcontratación. Solo algunos componentes se adquirían a terceros y otros, como el equipo de encendido Bosch, las ruedas con rines de aluminio Borrani, los frenos Lockheed, entre otros, eran de importación.
Para llevar a cabo estos proyectos, Ricart contaba con la ayuda de buena parte de la plantilla de ingenieros de Alfa Romeo, que le habían acompañado en su regreso a España tras la II Guerra Mundial, que trajo consigo la derrota de la Italia fascista. La fábrica italiana había sido puesta en 1936 bajo la dirección del Instituto Ricostruzione Industriale (IRI) creado por Mussolini, y al finalizar la guerra varios de sus directivos fueron acusados de colaboracionismo con los alemanes y el propio director general fue asesinado en Milán.
Los deportivos Z-102 y Z-103 fueron fabricados entre 1951 y 1957. Estos automóviles disponían de un diseño, una tecnología y una calidad industrial de primer nivel para la época y se encontraban entre los automóviles de mejor calidad de fabricación a nivel mundial, sobre todo las carrocerías especiales como el Thrill, Berlinetta Cúpula o Cabriolet Saoutchik, aunque muchos de los modelos vendidos, sobre todo las últimas unidades con motor Alfa Romeo, no tenían la calidad y altas prestaciones de las que hacían gala, bien porque fueron vendidos en la liquidación final de la fábrica sin mecánica (Z103), o bien por el cambio de motor que realizaron sus propietarios (algunos montaron motores Diésel-Barreiros).
Entre los propietarios de estos coches se encontraban:
- El Sha de Persia, cuyo Pegaso es considerado el mejor y más bello, el modelo Thrill.
- Barón Hans Heinrich von Thyssen-Bornemisza, cuyo Pegaso carrozado por Saoutchik estaba tapizado en piel de leopardo, con accesorios y tiradores de oro de 24 quilates.
- Rafael Leónidas Trujillo, presidente de la República Dominicana, que tenía el peculiar Berlinetta Cúpula.
- Craveiro Lopes, presidente de Portugal.

Los Pegaso participaron en diversas competiciones, entre las que cabe destacar:
- 24 Horas de Le Mans de 1953, con el Spyder Touring de competición.
- Carrera Panamericana de 1954 en México, teniéndose que retirar en la cuarta etapa tras un accidente.

Igualmente se obtuvieron diversos récords, como el de coche de producción más rápido del mundo en la autopista de Jabbeke (Bélgica), donde el Spyder Touring de competición y el prototipo Bisiluro alcanzaron la velocidad de 250 km/h (155 mph).
La falta de fondos económicos, los problemas técnicos y mecánicos y un precio de US$15 000 (equivalente a $170 186 en 2023) de la época, propiciaron el final de estos vehículos extraordinarios.
Pegaso cesó la producción de automóviles en 1957 después de haber producido solamente 86 automóviles y 125 carrocerías. El resto de coches a medio fabricar, utillajes, moldes y recambios, fueron destruidos o vendidos como chatarra, fue cuando muchos Z-103 se vendieron sin mecánica a precio de saldo y se les acopló un motor Alfa Romeo, dispersándose su archivo y los planos de fabricación, lo que supuso una pérdida irreparable.
En la actualidad, se estima que ha sobrevivido en torno a un 85% de todos los coches producidos. El precio medio de subasta de estos vehículos puede llegar a alcanzar 400 000 € en 2009 en modelos muy peculiares y en perfectas condiciones.

### Modelo Z-102

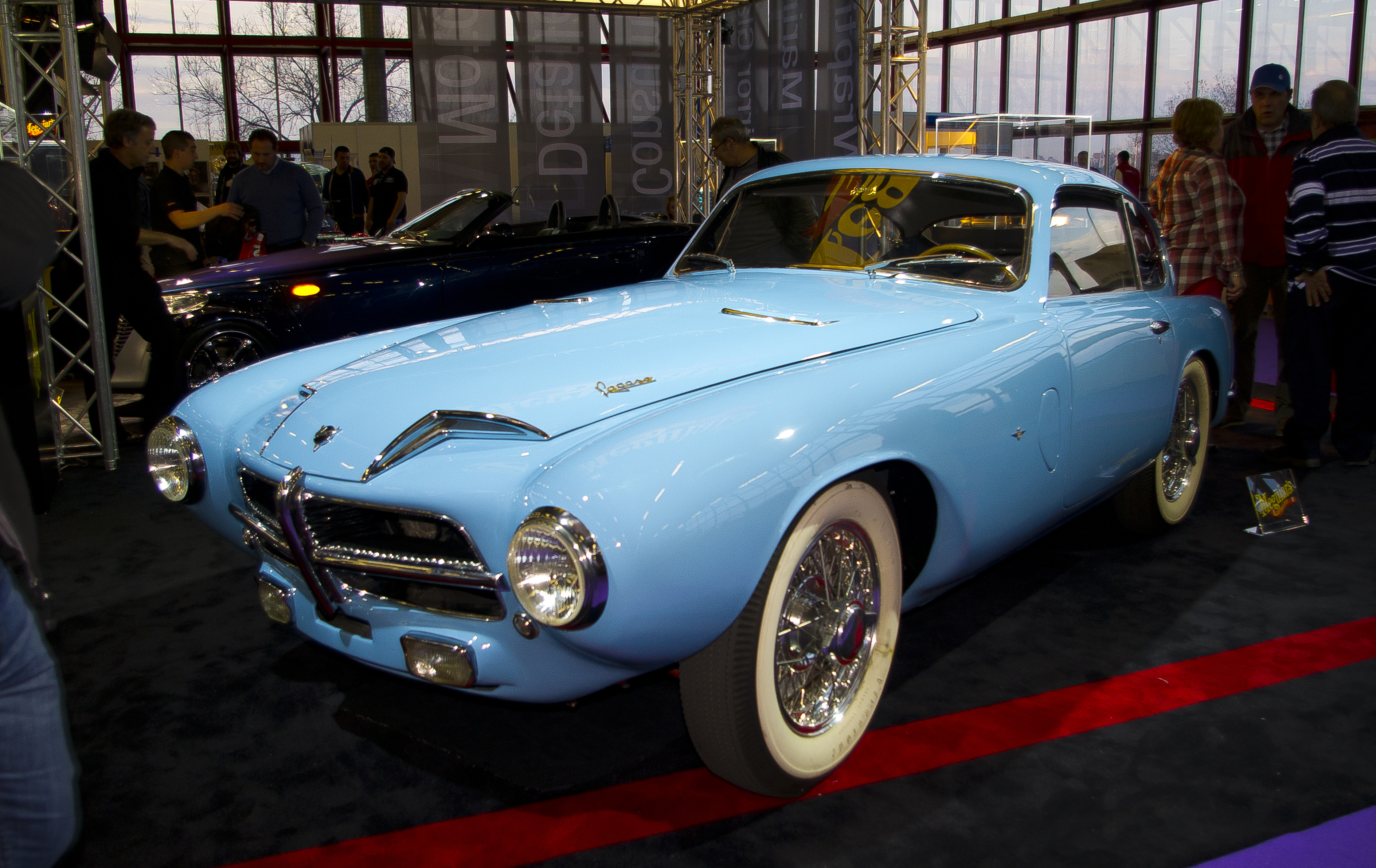
Z-102 coupé.

Presentado en el Salón del Automóvil de París de 1951, fueron cuatro los carroceros que intervinieron en su fabricación:
- ENASA, con diseños propios (Cangrejo, Bisiluro - cazarecords).
- Carrozzeria Touring, quién más modelos produjo (Thrill).
- Saoutchik, de formas barrocas.
- Serra, encargado sobre todo de los descapotables.

Entre las varias referencias y versiones existentes, cabe destacar los presentados en la exposición "Memoria de un espejismo" que se realizó en el Centro de Cultura Contemporánea de Barcelona (CCCB) en marzo de 2001.
- Berlinetta Barcelona (1952)
- Berlinetta Touring Biposito (1953)
- Spider Gran Competizione (1953)
- Cabriolet Saoutchik II (1953)
- Thrill (1953)
- Spider Rabasada (1953)
- Cabriolet Saoutchick 2.ª serie (1954)
- Panamericana (1954)
- Spider Pedralbes (1954)
- Pegaso BT Z-103 (1956)
- Spider Serra (1956)

#### Características técnicas
- Suspensión: independiente en las 4 ruedas, con barras de torsión en el eje delantero y eje De Dion en el trasero, en una disposición revolucionaria para la época, luego incorporada en otros modelos más modernos como el Alfa Romeo 75.
- Chasis: multitubo.
- Ruedas: rines con radios Borrani de 16 pulgadas (40,6 cm).
- Distancia entre ejes: 2337 mm (92,0 pulgadas).
- Caja de cambios: ZF de 5 velocidades de dientes rectos no sincronizadas y diferencial autoblocante.
- Motor: V8 DOHC de 2474 cm³ (2,5 L; 151 plg³) con un diámetro x carrera de 70 x 75 mm (2,76 x 2,95 pulgadas); o de 2816 cm³ (2,8 L; 171,8 plg³) en el Z-102B.
- Carburadores Weber opcionales de 1, 2 o 4 gargantas.
- Relación de compresión: varias opcionales mediante compresor volumétrico tipo Roots.
- Potencia: Z-102, de 160 a 180 CV (158 a 178 HP) (118 a 132 kW) a las 6300 rpm; y el Z-102B de 1953 con 200 CV (197 HP; 147 kW) también a las 6300 rpm.

### Modelo Z-103

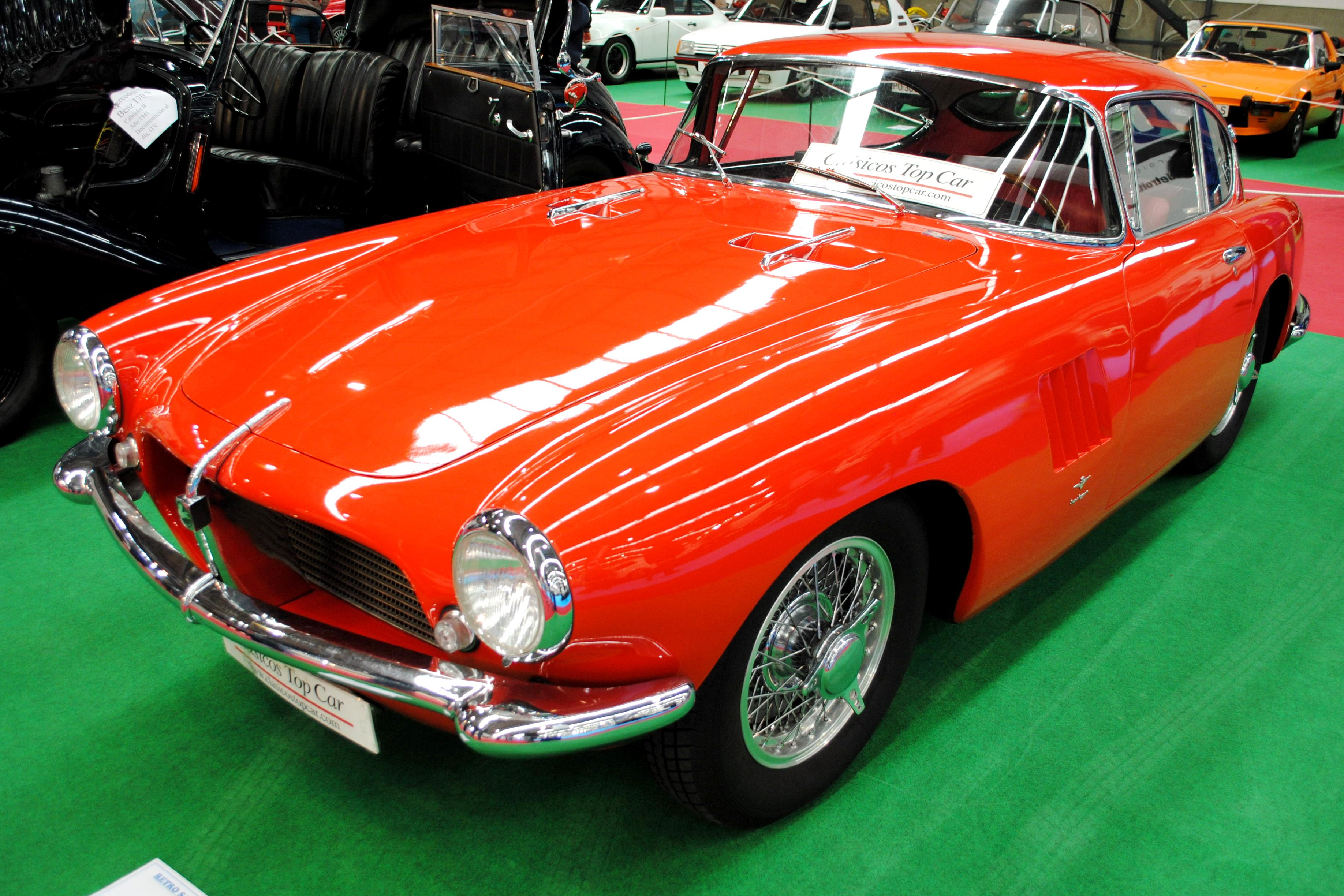
Z103 Panorámico de 1955.

En 1955 se introdujo el Z-103 con motores mayores de 4 a 4,5 litros (244 a 275 plg³) y también frenos de disco experimentales, incorporando una atractiva carrocería realizada por Serra en su versión Spyder y por Touring en su versión normal.

## Camiones

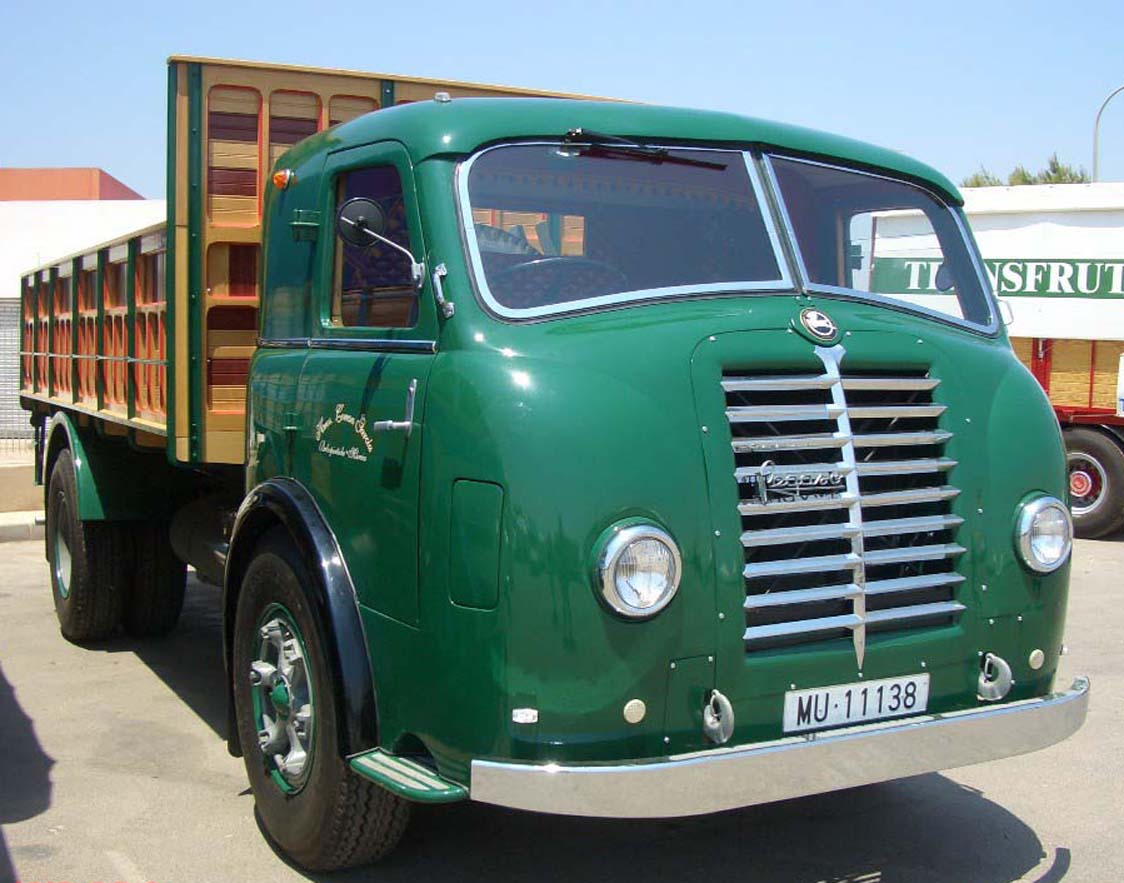
Camión Pegaso II de 1951.

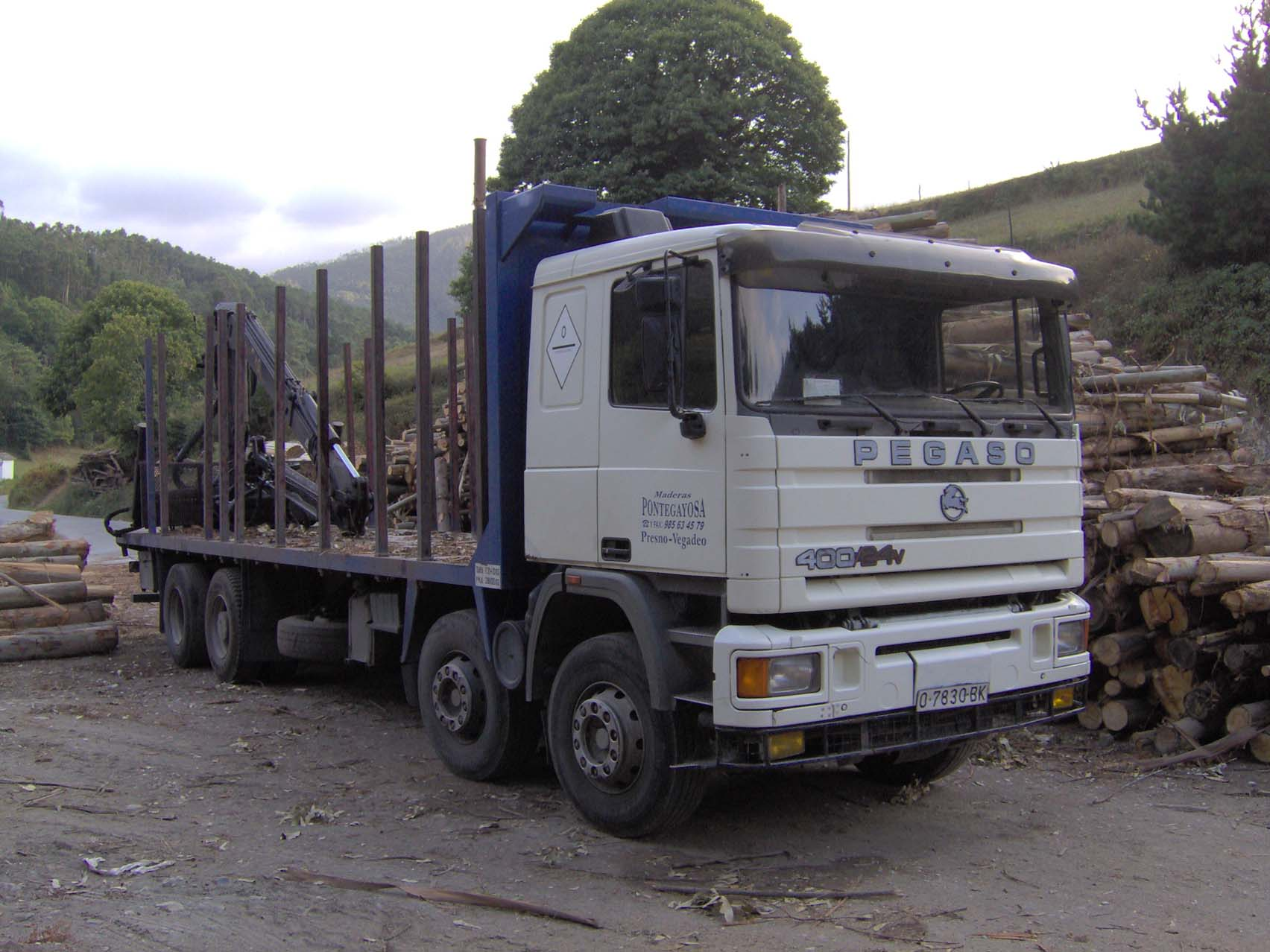
Troner Presno.

Los camiones Pegaso, continuadores de la tradición iniciada con la fábrica Hispano-Suiza, están íntimamente relacionados con la evolución del transporte de mercancías y colectivo de personas en España. Eran camiones con una potencia muy ajustada pero que se adecuaban a las necesidades y las carreteras existentes. Los modelos fueron diseñados íntegramente en España y se han mantenido hasta hoy con la evolución necesaria adecuada a los tiempos. Las fábricas eran del INI, el organismo que agrupaba las empresas públicas, y finalmente fueron privatizadas. Sus fábricas terminaron fabricando camiones Iveco.
Los hitos más señalados en la vida de los camiones construidos con marca Pegaso serían los siguientes:
- 1946: nace en el CETA el primer camión construido: el Pegaso I, un modelo basado en el Hispano-Suiza 66G, que por la forma de su cabina fue denominado "mofletes".

- 1947 Pegaso II Z-203 como evolución del Pegaso I.
- 1949 Pegaso Z 701, primera cabeza tractora del fabricante.
- 1951 versión diésel del Pegaso II.
- 1953 prototipo de un camión militar, el M-3,
- 1954 se traslada la fabricación de camiones a Barajas, Madrid. Se inicia la fabricación del Z-207 "Barajas".
- 1955 prototipo de Z-201 con tres ejes y doble dirección.
- 1963 presentación del 4x4.
- 1964 nace el "Comet". Se inicia la producción de camiones de 3 y 4 ejes.
- 1966 se abre el segmento de furgonetas y furgones ligeros.
- 1975 se introduce la cabina basculante.
- 1977 se construyen vehículos blindados (BMR) para uso militar.
- 1983 aparece el T-1.
- 1987 nace el Troner.
- 1990 comienzan a fabricarse los modelos integrados en la gama Iveco, como el Daily o Pegaso Duty.
- 1995 se fabrica el último motor Pegaso español.

## Camiones militares y bomberos

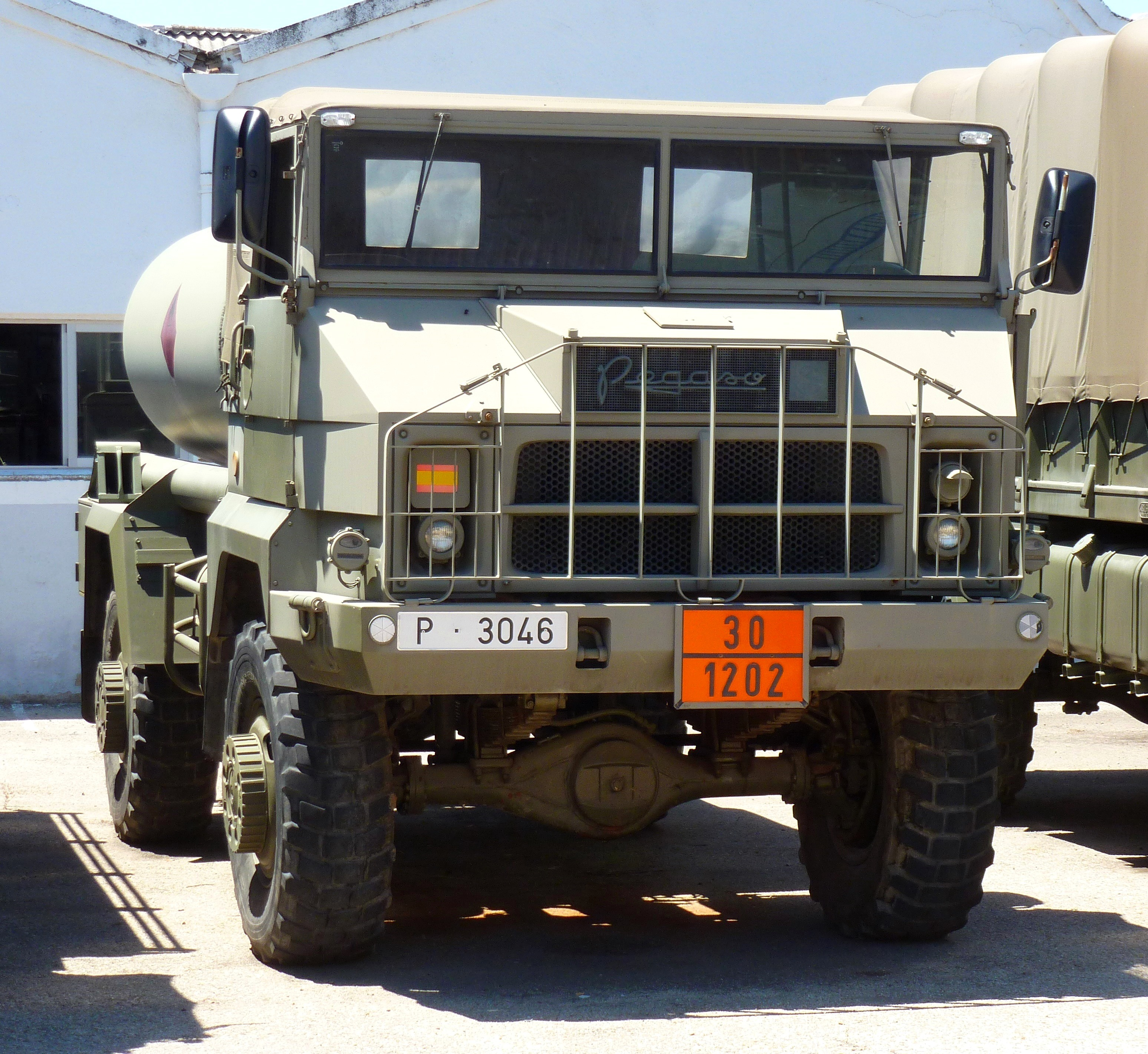
3046 cisterna del Ejército de Tierra de España.

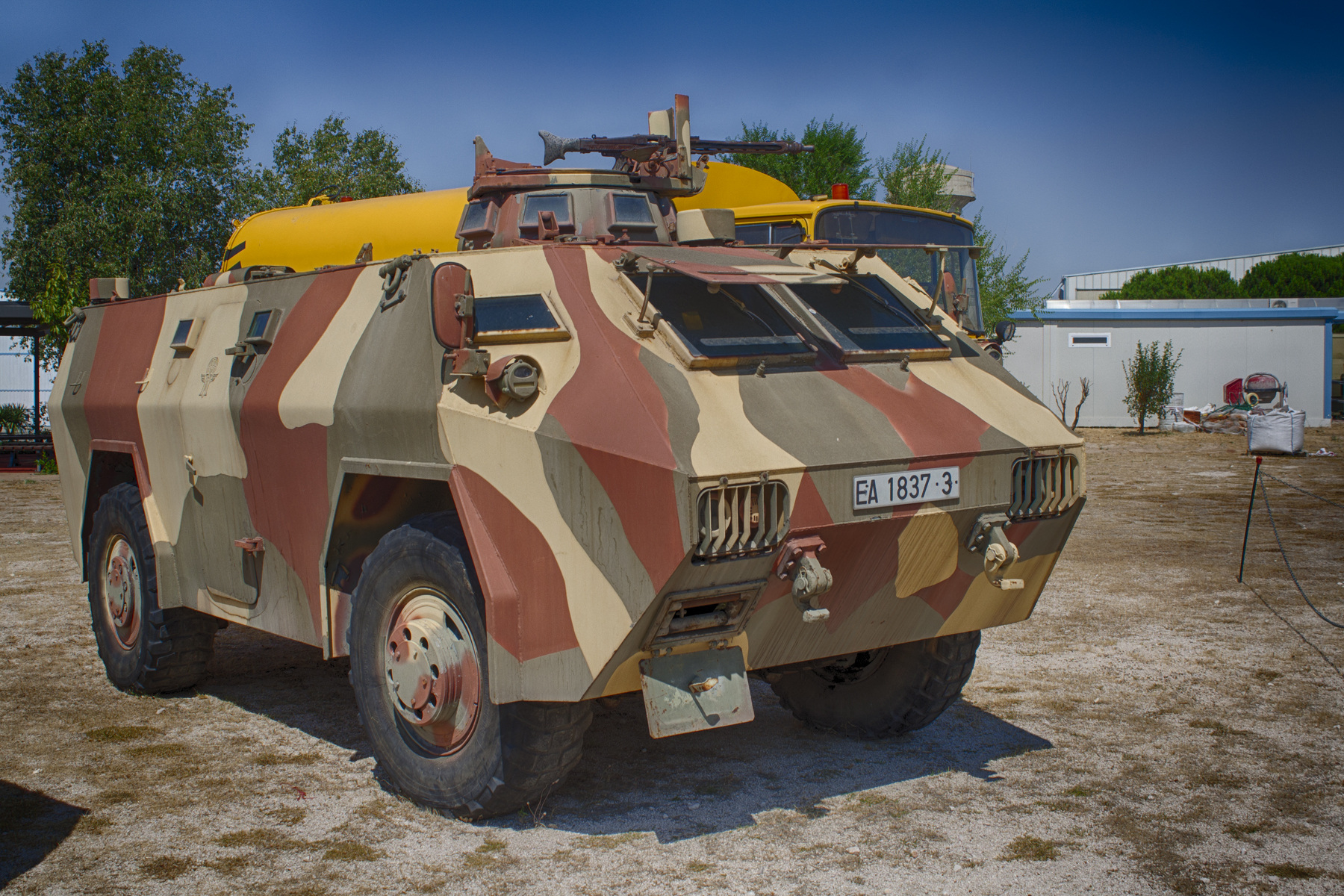
BLR Pegaso 3545 en el Museo del Aire.

A mediados de 1980, el gobierno de Egipto (ENASA-EXP: 3906 EJV), realizó un impresionante pedido a Enasa del camión 3046 para su ejército, del cual se entregaron 10 500 unidades, quedando un resto de 2500 vehículos que estaban ya fabricados, pero no se llegaron a entregar al no cumplir dicho país con sus compromisos de pago. La mayoría de estos vehículos fueron carrozados como autobombas forestales por empresas como Firmesa, Abencor, Pefipresa y Protec FIRE, los cuales pasaron a formar parte de un gran número de parques de bomberos de España; algunos de ellos se vendieron en otros países, como Perú y Somalia.
El pedido, supuso el contrato más importante de toda la historia de la marca Pegaso, por el lugar de destino al que estaban encomendados, a este modelo se le ha denominado "el Egipcio" y, en algunos casos, "Gadafi" (ENASA-EXP: 24888 CGU), ya que también hubo convenios con el gobierno de Libia.

## Transporte de pasajeros

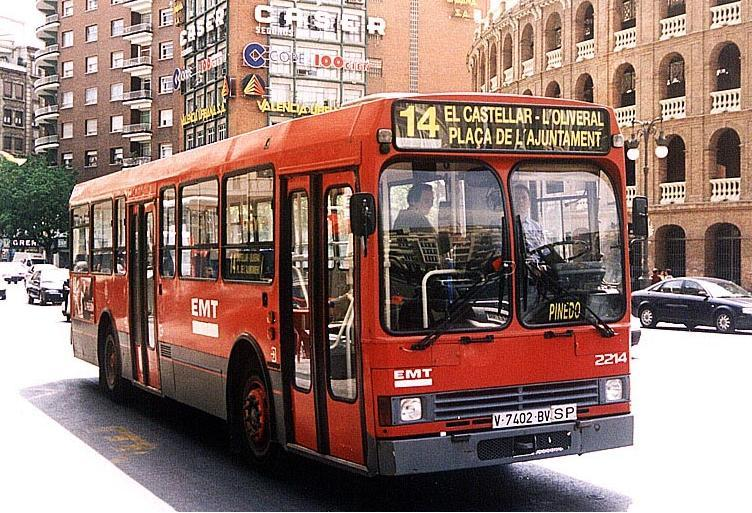
Autobús 6038.

Dentro de la extensa producción de Pegaso, el sector más importante fue el desarrollo y fabricación de autobuses, tanto para el servicio urbano como interurbano. En un comienzo, los autobuses y autocares de Pegaso utilizaron como base el chasis del camión Pegaso II, denominándose como Pegaso Z.
A partir de los años 1960, se racionalizó la producción de ENASA, con la diferenciación entre chasis para carrozar la gama 5000 y los autobuses autoportantes de la gama 6000.
Fueron innumerables los modelos y tipos de autobuses desarrollados por ENASA bajo el control de la marca Pegaso, entre los que destacan los siguientes modelos:

### Gama Z
La gama Z de Pegaso está constituida por los primeros modelos comercializados por la firma, entre los años 1948 y 1960.
- Z-401, 1949: fue el primer desarrollo de ENASA en vehículos de transporte de pasajeros, comercializándose dos versiones, una para autobús urbano y otra como autobús interurbano (autocar).
- Z-403 "Monocasco", 1951: este vehículo representó un hito dentro de la producción española de autobuses, ya que fue el primero que carecía de chasis al estar constituido por una carrocería monocasco autoportante (de ahí el sobrenombre del vehículo), que reducía la tara del vehículo y ofrecía mayor solidez y rigidez, lo cual aumentaba su seguridad. El diseño de la estructura, con el salón de viajeros dividido en dos niveles, hizo que muchas empresas, especialmente del sector turístico, se hicieran con estos vehículos para sus flotas. El concepto de estructura autoportante sirvió como base para el posterior desarrollo de la gama 6000.
- Z-404
- Z-408
- Z-410, 1958: vehículo desarrollado en colaboración con la firma francesa Société des Usines Chausson, con quien ENASA había alcanzado un acuerdo en 1957 para el suministro de 25 estructuras autoportantes del modelo AP-552. Estas estructuras, que serían motorizadas y terminadas de ensamblar en la fábrica de ENASA en La Sagrera, serían comercializadas como Pegaso Z-410.

### Gama 5000
Tras la reorganización de la producción de ENASA, llevada a cabo en 1960, los chasis o bastidores para carrozar quedaron englobados dentro de la gama 5000. Uno de los modelos de buses urbanos más aceptados fue el 5022, adquirido en Perú por la empresa paramunicipal SPTC y en Chile por la estatal ETC del E para ser usado en las ciudades de Antofagasta y Valparaíso. Por su parte, en Venezuela circularon los modelos 5035 y 5036, carrozados por Carrocerías Andinas C.A. y empleados como medio de transporte interurbano.

### Gama 6000
La gama Pegaso 6000 estaba constituida por los autobuses de estructura autoportante, sin el bastidor como parte principal del autobús. Estos vehículos siguieron la estela del Pegaso Z-403 "Monocasco" en cuanto a concepción de la estructura autoportante. Dentro de la Gama 6000, destacan especialmente por el gran número de unidades construidas, los modelos 6035 y 6038 y 6420. El último desarrollo dentro de la gama 6000 antes de la absorción de ENASA por parte de Iveco fue el autobús urbano 6424, comercializado a partir de 1989.

## En competición

### Campeonato de Europa de Camiones
Pegaso fundó el Pegaso Racing Team con el objetivo de participar en el Campeonato de Europa de Camiones con versiones modificadas del Troner.
| Año  | Chasis                                                               | Neu. | Pilotos           | 1   | 2   | 3   | 4   | 5   | 6   | 7   | 8   | 9   | 10  | 11  | 12  | 13  | 14  | 15  | 16  | Pts. | Posición final |
| ---- | -------------------------------------------------------------------- | ---- | ----------------- | --- | --- | --- | --- | --- | --- | --- | --- | --- | --- | --- | --- | --- | --- | --- | --- | ---- | -------------- |
| 1989 | Troner 1236.38 Turbo Garrett de 700 CV (690 HP; 515 kW)              | P    |                   | GB1 | GB2 | AT1 | AT2 | HU1 | HU2 | FR1 | FR2 | SE1 | SE2 | DE1 | DE2 | BE1 | BE2 | ES1 | ES2 | 0    | 11.º           |
| 1989 | Troner 1236.38 Turbo Garrett de 700 CV (690 HP; 515 kW)              | P    | Salvador Cañellas | Ret | Ret | 9   | 10  | 8   | 6   | 8   | Ret | 5   | 6   | Ret | Ret | 6   | 9   | 6   | 5   | 0    | 11.º           |
| 1989 | Troner 1236.38 Turbo Garrett de 700 CV (690 HP; 515 kW)              | P    | Juan Escavias     | Ret | Ret | 8   | Ret | 7   | 5   | 10  | 9   | Ret | 8   | Ret | Ret | 8   | 10  | Ret | Ret | 0    | 11.º           |
| 1990 | Troner 1236.38 con motor 11.946 Turbo KKK de 800 CV (789 HP; 588 kW) | P    |                   | GB1 | GB2 | AT1 | AT2 | HU1 | HU2 | FR1 | FR2 | SE1 | SE2 | DE1 | DE2 | BE1 | BE2 | ES1 | ES2 | 0    | 11.º           |
| 1990 | Troner 1236.38 con motor 11.946 Turbo KKK de 800 CV (789 HP; 588 kW) | P    | Salvador Cañellas | 5   | 8   | Ret | Ret | 8   | 8   | 7   | 10  | 4   | Ret | 5   | 3   | 6   | 6   | 1   | 2   | 0    | 11.º           |
| 1990 | Troner 1236.38 con motor 11.946 Turbo KKK de 800 CV (789 HP; 588 kW) | P    | Juan Escavias     | 3   | 6   | 8   | 6   | Ret | 6   | 3   | 6   | 5   | 5   | 5   | 3   | Ret | 8   | 2   | 1   | 0    | 11.º           |

En otras competiciones de menor entidad, y desde 1987 se utilizaron cabezas tractoras derivadas del Tecno 1234.

### Dakar
La primera aparición de un Pegaso en el Rally Dakar acaeció en su sexta edición. Una unidad de Pegaso 3046/10, conocido popularmente como Egipcio, sin apenas modificaciones y pilotado por Carlos del Val y Miguel Guerrero se presentó con el dorsal 524. Terminó en la octava posición de 12 camiones que acabaron la competición y de un total de 31 que se inscribieron. Al terminar, el piloto se negó a dejar que el vehículo regresara a España en barco y decidió conducirlo de vuelta. Al año siguiente, una unidad del mismo modelo pilotado por el belga Cornélius Bezemer con el dorsal 602 se alzó con la vigésima posición en su categoría; mientras que un nuevo 7222, pilotado por del Val con el dorsal 601 se tuvo que retirar de la prueba. Esta misma unidad participó el mismo año en el Rally de los Faraones, alzándose con la victoria.
En la edición de 1986 se presentaron cuatro unidades del 7222, finalizando las cuatro, aunque la unidad de Carlos del Val fue descalificada por llegar fuera de tiempo. Salvador Cañellas se alzó con el tercer puesto con un tiempo de 87 horas, 5 minutos y 41 segundos; algo más de 4 horas por detrás del ganador, además de conseguir ganar tres etapas y quedar primero de su categoría. La participación en 1987 fue más discreta, con un 3046/10 oficial pilotado por del Val que acabó noveno, y una segunda unidad del mismo modelo del equipo del importador de la marca en Bélgica y pilotado por Verhaeghen.
No fue hasta 1988 sino cuando se diseñó un modelo específico, bautizado como "7223 Proto". Se presentaron tres unidades patrocinadas por Camel: uno pilotado por Carlos del Val con el dorsal 604, otro conducido por Salvador Cañellas con el dorsal 605 y un tercero como vehículo de asistencia tanto para este equipo como para el de Land Rover. Desafortunadamente, ninguno llegó a la meta por problemas de fiabilidad. También participó Verhaeghen con un Troner 2234 identificado con el número 633 y un 7222 con el dorsal 694 pilotado por Mora.
La última participación acaeció en 1989, a pesar de que el grave accidente del DAF Turbo Twin X2 de Jan de Rooy en la anterior edición provocó que los camiones no pudieran participar competitivamente, siendo relegados a vehículos de asistencia. Se evolucionó el modelo anterior y se creó el 7227, siendo mochileros de otros equipos. Dada la difícil situación económica de la marca, se puso a la venta, y una de las condiciones de los compradores era el desmantelamiento del equipo de competición de la marca.